# 黑蓝凿姬蜂
黑蓝凿姬蜂（学名：Xorides nigricaeruleus），姬蜂科凿姬蜂属的一种，分布于中国海南省尖峰岭自然保护区。
本种因被归入凿姬蜂属上凿姬蜂亚属（Epixorides Smith,1862），也被称为黑上凿姬蜂（Xorides (Epixorides) nigricaeruleus）。
本种于2023年被收录入《有重要生态、科学、社会价值的陆生野生动物名录》。